# Štráská Huť
Štráská Huť (deutsch Straßhütte) ist eine Wüstung auf dem Kataster des Ortsteiles Pleš von Bělá nad Radbuzou im westböhmischen Okres Domažlice in Tschechien.

## Geografie
Štráská Huť liegt etwa fünf Kilometer südöstlich von Plöß am Fuß des 844 Meter hohen Malý Zvon (Glöckelberg) an der alten Mautstraße von Schönsee nach Mutěnín.

## Geschichte
Freiherr Wolf Wilhelm Laminger von Albenreuth auf Heiligenkreuz erwarb 1600 das Waldgebiet und gründete die Straßhütte. In den Matrikeln von Muttersdorf wird die Straßhütte 1629 erstmals schriftlich erwähnt. 1715 tauchte sie dann in einem Protestschreiben der Choden wieder auf. Johann Thomas Lenk, Glasmacher auf der Plößer Hütte, modernisierte die Straßhütte bis 1752 und ging dann in Konkurs. In diesem Jahr schloss Franz Abels, der auch die Franzbrunnhütte innehatte, einen achtjährigen Pachtvertrag für die Straßhütte ab. Er pachtete sie von Erasmus Zucker von Tamfeld für 500 Gulden jährlich. 1770 folgte Josef Lenk, der Sohn von Johann Thomas Lenk als Pächter der Straßhütte, von 1793 bis 1797 sein Sohn Ferdinand Josef Lenk und von 1797 bis 1799 dessen Bruder Johann Georg Lenk. Franz Fuchs pachtete 1799 bis 1805 die Straßhütte. Er schloss den Pachtvertrag mit Wenzel Kotz von Dobrz, dem neuen Eigentümer von Heiligenkreuz, der ab 1805 die Glasproduktion auf der Straßhütte selbst übernahm. Es wurde grünes und weißes Spiegelglas erzeugt.
1837 hatte Straßhütte 8 Häuser und 136 Einwohner.
In der zweiten Hälfte des 19. Jahrhunderts erlebten die Glashütten der Oberpfalz einen Niedergang und 1913 hatte Straßhütte nur noch 2 Häuser und 9 Einwohner. 1945 wohnten 5 Personen in Straßhütte, wo sich heute überwachsene Ruinen auf einer Waldwiese befinden.
1994 legte ein Hobby-Archäologe aus Domažlice (deutsch: Taus) auf dieser Wiese die Grundmauern eines Schmelzofens frei.